# Éditions Millefeuille
Les Éditions Millefeuille sont une maison d’édition pour la jeunesse, située en Bretagne, à Auray dans le Morbihan. Elles publient des livres présentant le patrimoine historique et culturel, par la fiction et par l'image.

## Historique
Marjolaine et Alain Pereira, les fondateurs des Éditions Millefeuille, sont familiers des sites historiques. Or ils constatent que « quand on visite des sites du patrimoine avec des enfants, il n'y a jamais rien pour eux » et décident de faire connaître ces monuments aux enfants, tout en les initiant à l’histoire.
Ils créent ainsi en octobre 2005 les Éditions Millefeuille qui publient différents albums destinés aux jeunes lecteurs, avec l'objectif de leur présenter les richesses du patrimoine architectural, historique et culturel,. Le premier livre, Le Complot de Mortefeuille, paraît en octobre 2006 et inaugure la collection « les Bonbecs dans l’Histoire ». Le livre qui en est la suite nécessite deux ans de travail. 
Les éditions publient des œuvres d'Évelyne Brisou-Pellen, Samuel Sadaune, Jeanne Taboni Misérazzi, Marjolaine Pereira, Christine Corniolot-Baillot, Cathy Dutruch, Delphine Ratel, Régine Joséphine, Luc Turlan, Gilles Bernier, Jacqueline Corniolo, Anne Ferrier.

## Collections
Les Éditions Millefeuille, spécialisées dans les albums pour enfants de trois à neuf ans, publient des récits d’aventure, de fiction, ou des albums poétiques, sur le thème du patrimoine, incluant notamment l'histoire, l'architecture, les légendes, la mer, les vieux gréements, les oiseaux...
Le rythme de publications est de six à huit nouveaux albums et romans par an.

### Collection les Bonbecs dans l’Histoire
Revue Historia - chroniques de livres
- Le Complot de Mortefeuille
- Le Complot : l’Histoire du Livre
- Le Trésor de la Bonbeccante

### Collection Mini-Bonbecs
- Un Chevalier, comme Bayard..., de Marjolaine Pereira et Christine Corniolot-Baillot, 32 pages ; critique dans Historia, 2011[8].
- Une Princesse, comme Iseult...

### Collection Romans Patrimoine
- Le Chevalier Noir
- Aimeri et le Secret du Temps
- Aimeri et la Comtesse disparue
- Aimeri et le Royaume caché
- Au cirque !

### Collection Patrimoine Maritime
- Mousse contre Vents et Marées, 2007, dessins de Luc Turlan
- L’Île aux Fous
- Le Phare, à Pas Comptés
- Joshua ou la Mer des Histoires
- Le Petit Homme et la Mer
- Tibère a la Pêche !

### Collection Patrimoine de Légendes
- Au Pays d’Ys
- le Miroir des Fées
- Pablito, Le Semeur de Mots

### Collection Table Ronde
- Merlin, l'Enfance d'un Enchanteur
- Arthur, l'Enfance d'un Roi
- Morgane, l'Enfance d'une magicienne
- Perceval, l'Enfance d'un rêveur

### Collection Petit Pat’
- Patte rouge
- Le Médaillon de Suscinio
- Une Vie de Château
- Archi rigolote des Troglotes
- Tintamarre et le marché de Noël, 2006, dessins de Luc Turlan, texte de Delphine Ratel
- L’Arbre à Vœux, 2007, de Cathy Dutruch
- Intrigues dans les Marais / Suscinio, une Histoire d'Oiseaux
- Chasseurs de légendes à la Roche Jagu

### Collection Trampoline
- La Collection de Bisous
- Le Secret des Orages
- Petit Pot de Colle
- Je veux des Z'Ailes !

## Animations
Les auteurs, illustrateurs et éditeurs de Millefeuille interviennent par ailleurs auprès de différents public, comme les écoles maternelles et primaires, les collèges et les lycées, les bibliothèques et les salons du livre. Les Éditions Millefeuille collaborent également très souvent avec des écoles pour éditer des livres de classe, et même avec des crèches comme à Vannes. La collaboration s’effectue avec un auteur et un illustrateur de la maison. Les animations portent sur la réalisation d’un livre en classe, des ateliers d’écriture et d’illustrations, des explications sur le métier d’éditeur, sur la chaîne du livre, ou encore des rencontres avec des auteurs, des illustrateurs ou des éditeurs. Les éditions diffusent également une valisette pédagogique du « Train du livre », à destination des professionnels de l'éducation et de l'enfance.